# Ülo Pikkov
Ülo Pikkov ((nascut el 15 de juny de 1976 a Tallinn) és un animador, director i productor de cinema estonià.
El 1998 es va graduar a l‘Escola d’Arts i Audiovisuals de Turku. El 2005 es va graduar en dret a la Universitat de Tartu. El 2011 va començar els seus estudis de doctorat a l'Acadèmia d'Estònia de les Arts. Va defensar el seu doctorat el 2018 amb el seu treball "Anti-animatsioon, Ida-Euroopa animatsioonfilmi eripära".
Entre 2007 i 2011, Pikkov va ser el president de la dotació d'arts audiovisuals de la Dotació Cultural d’Estonia. Fins al 2016, va ser professor associat al departament d'animació de l'Acadèmia de les Arts d'Estònia. Ha escrit i il·lustrat llibres, així com ha publicat caricatures, dibuixos editorials i il·lustracions a la premsa. Des del 2006 treballa a la productora cinematogràfica Silmviburlane.

## Filmografia
- 1996 – "Cappuccino"
- 1997 – "Rumba"
- 1998 – "Bermuda"
- 2001 – "Peata ratsanik"
- 2001 – "Superlove"
- 2003 – "Ahviaasta"
- 2003–2005 – "Frank ja Wendy" (amb Priit Pärn, Priit Tender, Kaspar Jancis)
- 2006 – "Elu maitse"
- 2007 – "Must lagi"
- 2008 – "Blow"
- 2008 – "Portree"
- 2008 – "Dialogos"
- 2010 – "Tuulest viidud"
- 2011 – "Keha mälu"
- 2012 – "The End"
- 2013 – "Ada + Otto"
- 2015 – "Tik-tak"
- 2015 – "ZEBRA"
- 2016 – "Tühi ruum"
- 2017 – "Lahtilaskmise lugu"
- 2020 - "Kilpkonn ja Jänes"
- 2021 - "Taaskohtumine"
- 2022 - "Titanic"